# Camille Saxton
Camille Saxton (* 8. April 1991 in Calgary, heute Camille Saxton-Crudup) ist eine kanadische Beachvolleyballspielerin.

## Karriere
Camille Saxton spielte in ihrer Jugend an der George McDougall High School in Airdrie und während ihres Studiums an der Oregon State University Volleyball in der Halle. Danach entschied sie sich für Beachvolleyball.
2015 erreichte Saxton mit Rachel Cockrell bei den NORCECA-Turnieren in Varadero und Tavares vordere Platzierungen. In Puerto Vallarta spielte sie mit ihrer Partnerin das erste Open-Turnier der FIVB World Tour. 2016 gelangen Saxton/Cockrell weitere Top-Ten-Ergebnisse auf der kontinentalen Turnierserie. Auf der World Tour 2016 erreichten sie den 25. Platz bei den Cincinnati Open und den 33. Rang beim Grand Slam in Long Beach.
2017 bildete Saxton ein neues Duo mit Julie Gordon, das beim Fünf-Sterne-Turnier der World Tour in Fort Lauderdale erstmals antrat. Danach gewannen Gordon/Saxton die gering bewerteten Turniere in Shepparton und Sydney. Bei den Turnieren in Xiamen (drei Sterne), Gstaad (fünf) und Olsztyn (vier) erreichten sie jeweils den 17. Platz. Nach der Weltmeisterschaft in Wien, bei der sie ebenfalls auf Platz 17 landeten, unterbrach Saxton wegen ihrer Schwangerschaft die Karriere.

## Privates
Camille Saxton ist die Tochter zweier kanadischer Volleyballnationalspieler und ihr Bruder Ben Saxton ist auch international als Beachvolleyballspieler aktiv. Sie ist verheiratet und hat eine Tochter.